# Centrocerum hirsuticeps
Centrocerum hirsuticeps là một loài bọ cánh cứng trong họ Cerambycidae.